# هنريك لارسون

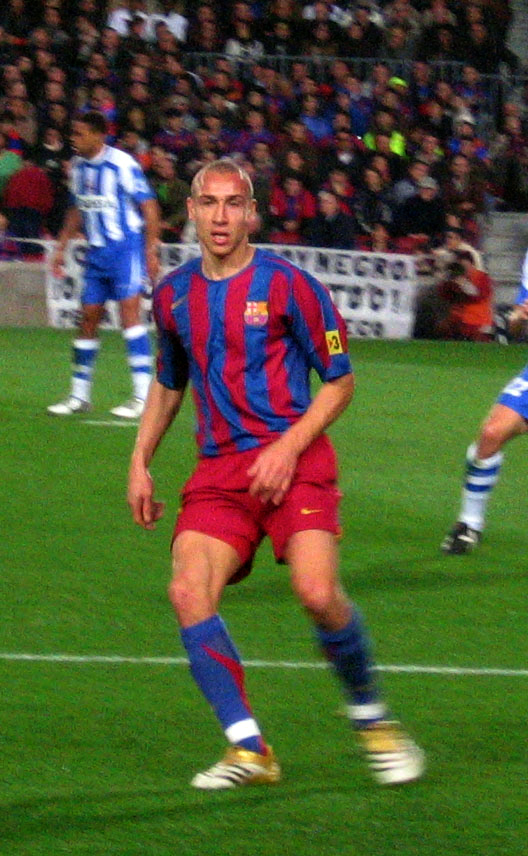
لارسون مع برشلونة

هنريك إدوارد لارسون (بالسويدية: Henrik Larsson)‏، من مواليد 20 سبتمبر 1971 في هلسينغبورغ، السويد، لاعب كرة قدم سويدي معتزل، والدته (ايفا لارسون)سويدية ووالده (فرانسيشكو روشا) من جزر الرأس الأخضر غرب أفريقيا.والداه الذان انفصلا عندما كان في سن الثانية عشر قررا منحه لقب والدته لان ذلك سيكون أسهل له لكى يتأقلم ويتعايش في السويد.
بدأ حبه لكرة القدم عندما اهدى له والده أول كرة في حياته عندما كان عمرة فقط 16 شهر وبدأ ممارسه كرة القدم مع اخوته واصدقائه في ساحه كبيرة للعب كانت بجوار منزله في نادي هيلسينغبورغ

## مسيرته الكروية

### هيلسنبورغ
بدأ لارسون مسيرته الكروية مع نادي هيلسينغبورغ السويدي وهو في عمر 17 عاما، وقد سجل 50 هدف في 56 مباراة مما لفت أنظار النادي الهولندي نادي فينورد فضمه إلى صفوفه بمبلغ 295,000 جنيه إسترليني في عام 1993.

### فينورد
لعب لارسون لنادي فينورد لأربعة مواسم بدايه من العام 1993، لارسون في البداية وجد صعوبه لكى يتأقلم مع الاجواء في بلد جديده ونادى جديد مما اثر على مستواه في الملعب حيث لم يحرز في أول مواسمه غير 6 اهداف في 27 ظهور.معدله التهديفى تحسن في المواسم التي تلتها ولكن بسبب الاجواء الصعبه للكرة الهولنديه والاعتماد عليه في مكان لايناسبه في الملعب وسياسه التدوير التي كان يتبعها المدرب فشل في الوصول للمعدل التهديفى الذي وصل اليه مستقبلا مع الانديه الأخرى.
اجمالا شارك خلال تلك الفترة في 101 مباراة وسجل 26 هدف، واستطاع الفوز ببطولتين في كأس هولندا اعوام1994 و1995.وفي عام 1997 تلقى عرض من نادي سيلتك الأستكلندي للعب في صفوفهم، عندها اخبر لارسون مدربه وقتهاأري هان انه يرغب في الانتقال لتغيير الاجواءوخوض تجربه جديده مما دفع إدارة نادي فينورد للموافقه على العرض.
انتقل بعدها إليهم بمبلغ وقدره 650,000 جنيه إسترليني.

### سيلتك
انتقل لارسون للعب مع نادي سيلتك مقابل صفقه قدرت بمبلغ 650,000 جنيه إسترليني.بدأ لارسون مسيرته للعب نادي سيلتك تحت امرة المدرب ويم يانسن بدأ لارسون موسمه الأول بشكل متميز حيث احرز 18 هدف في كل المسابقات ليكون بذلك هداف النادى في هذا الموسم كما قادهم للفوز بأول بطولاته مع النادى وهي الفوز ببطوله كأس الدورى الاسكتلندى عام 1997 بالفوز على دندي يونايتد بنتيجه 3–0 في مباراة احرز خلالها هدف وصنع اخر بعده قاد نادي سيلتك للفوز الدوري الاسكتلندي الممتاز للمرة الأولى منذ عام 1987 لينهى احتكار نادي رينجرز لهذه البطولة لتسعه مواسمم متتاليه.
في الموسم الذي يليه شهد نادي سيلتك تغيير للمدرب حيث قررت الإدارة الاعتماد على جوزيف فينغلوس كمدير فنى وبالرغم من البداية الجيده للنادى الا انه حل كوصيف لغريمه التقليدى نادي رينجرز في كلا البطولتين الدوري الاسكتلندي الممتاز وكأس الدورى الاسكتلندى.
في موسم 1999-2000 ونتيجه للموسم المخيب شهد نادى سلتيك تغيير اخل للمدير الفنى حيث حل اللاعب السابق ل نادي ليفربول جون بارنس بدأ لارسون الموسم بدايه رائعه حيث احرز ثمانيه اهداف في تسعه مباريات في الدورى لكن بعد ذلك كان الحدث الاسوء في تاريخ هنريك الكروى ففى 22 أكتوبر عام 1999 وفي إحدى المباريات الاوربيه ضد أولمبيك ليون اصيب لارسون اصابه بالغه حيث كسرت ساقه تماما حتى ان الاطباء قالوا بانه سيكون محظوظا لو عاود استخدام قدمه للمشى مرة أخرى وليس لعب كرة القدم ولكن ولحسن الحظ اثبتت الفحوصات بعد ذلك ان الاصابه لم تكن بتلك الخطورة حيث تعين عليه فقط ترك ما تبقى من مباريات الموسم الحالى.
في الموسم الذي يليه ومع الوصول للمدرب الكبير مارتن أونيلعاش هنريك الموسم الأفضل له على الإطلاق في مسيرته حيث احرز 35 هدف في 38 مباراة مما قاده للقب هداف الدورى بالاضافه ل جائزة الحذاء الذهبي الأوروبي وقد كان سجل في مجمل الموسم 53 هدف. كما شهد هذا الموسم تحقيق نادي سيلتك للثلاثيه المحلية الدوري الاسكتلندي الممتاز وكأس الدورى الاسكتلندىو كأس اسكتلندا.
الموسم الخامس لهنريك لارسون مع نادي سيلتك فوز اخر لبطوله الدوري الاسكتلندي الممتاز بالاضافه إلى الوصول الأول للنادى لمرحله المجموعات من بطوله دوري أبطال أوروبا بمسماها الجديد حيث احرز لارسون هدفه الأول في هذه البطولة امام يوفنتوس من ركله جزاء وفي هذا الموسم احرز هنريك مرة أخرى جائزة هداف الدورى باحرازة 29 هدف في 33 مباراة.
موسم 03-2002 كان من أكثر المواسم نجاحا له مع ناديه حيث قاده لنهائىدوري أوروبا قبل ان يخسر امام بورتو بعد التمديد بنتيجة 2-3 في مباراة احرز فيها هنريك هدفين عادل بهما النتيجة في المرتين.
موسم 04-2003 كان اخر مواسم هنريك مع النادى حيث قادة لربع نهائى دوري أوروبا بالاضافه للقب الدوري الاسكتلندي الممتاز وكأس اسكتلندا للمرة الاخيرة.
في المجمل احرز لارسون مع سلتيك 242 هدف في 315 مباراة كأكبر ثالث هداف في تاريخ النادى بالاضافه إلى كونه يعتبر أكبر هداف في تاريخ الدوري الاسكتلندي الممتاز باحرازة 158 هدف في رقم صمد حتى موسم 2009 حينما حُطم بواسطه لاعب نادي رينجرز كريس بويد

### برشلونة
في موسم 04-2005 وقع هنريك مع نادى برشلونه عقد لمدة موسم واحد مع امكانية تمديدة لموسم اخر في صفقة انتقال حر.
في فترة لعبه مع نادي برشلونة، فاز النادي في ثلاثة ألقاب مهمة هي الدوري الإسباني مرتين ودوري أبطال أوروبا في موسم 2005/2006، وقد شارك لارسون في 33 مباراة مع نادي برشلونة وسجل 12 هدف،
أكبر انجازات هنريك لارسون على الإطلاق هي الفوز في دوري أبطال أوروبا حي كان له التأثير الأكبر في الفوز بالمباراة النهائيه، حيث صنع هدفي الفوز لنادي برشلونة ليساعده على قلب النتيجة بعد ان كات متأخراً بهدف نظيف للفوز بهدفين احرزهما صامويل إيتو وجوليانو بيليتي مما دفع نجم نادي آرسنال وهدافه الأول تييري هنري للاشاده به قائلا “ الناس دائما ما يتحدثون عن لاعبين امثال رونالدينهو صامويل إيتو لودوفيك جيولي ولكنى لم ارهم اليوم كل ما رأيته هو لارسون ينزل إلى ارضيه الملعب فيصنع الفارق ويحقق الفوز لفريقه ” .

### العودة إلى نادى هيلسنبورغ
كان لارسون قد أعلن في يناير 2006 أنه يود العودة إلى نادي هيلسينغبورغ ناديه الأول حيث بدأ الكرة حيث كانت مباراة نهائى الابطال هي الاخيرة له مع نادي برشلونة، وبالفعل عاد إليه وقد لعب معهم 14 مباراة وسجل 8 أهداف، وقد أعلن النادي في 1 ديسمبر 2006 أن هنريك لارسون سيلعب مع نادي مانشستر يونايتد الإنجليزي من 1 يناير 2007 وحتى 12 مارس 2007 على سبيل الإعارة.

### الإعارة إلى مانشستر يونايتد
و أعلن نادي هيلسينغبورغ في 1 ديسمبر 2006 أن هنريك لارسون سيلعب مع نادي مانشستر يونايتد الإنجليزي من 1 يناير 2007 وحتى 12 مارس 2007 على سبيل الإعارة.
هنريك احرز هدفه الأول في الدوري الإنجليزي الممتاز في مباراة امام نادى واتفورد كما احرز هدف بعدها في فوز فريقه على أستون فيلا ببطوله كأس الاتحاد الإنجليزي لكرة القدم
لارسون انهى فترة الإعارة باحرازة 3 اهداف في 13 مباراة أعلن السير أليكس فيرغسون بعدها ان هنريك رفض تمديد فترة تعاقده مع مانشستر يونايتد بسبب وعد قطعه لعائلته.
بعدها بثلاثه أشهر فاز مانشستر يونايتد ببطوله الدوري الإنجليزي الممتاز وبسبب عدم وصول لارسون للعشر مباريات التي يجب للاعب لعبها للفوز بميداليه البطولة رفض الاتحاد منحه ميداليه الفوز الا انه وبعد تقدم النادى بطلب تقرر منح هنريك ميداليه الفوز بالبطولة رفقه آلان سميث

## المسيرة الدولية
بدأ لارسون اللعب مع منتخب السويد لكرة القدم في 13 اكتوبر1993 في مباراة ضد فنلندا وانتهت بنتيجه 2-3 وقد شارك معهم في كأس العالم لكرة القدم ثلاث مرات الالولى كانت عام 1994 ب الولايات المتحدة في حيث قاد منتخب بلاده للفوز بالميدالية البرونزيه كأفضل انجاز منذ سنه 1958 احرز خلالها هدف وحيد كان في مباراة تحديد المركز الثالث امام منتخب بلغاريا لكرة القدم.
المرة الثانية كانت عام 2002 حيث قاده للصعود لدور الستة عشر قبل الخسارة من منتخب السنغال لكرة القدم بالهدف الذهبى في بطوله احرز خلالها ثلالث اهداف.
المرة الاخيرة كانت عام 2006 في ألمانيا وفيها احرز لارسون هدف في دورى المجموعات امام منتخب إنجلترا لكرة القدم ليكون بذلك سادس لاعب في التاريخ يحرز اهداف في ثلاث بطولات كأس عالم مختلفه ولكنه فشل بعد ذلك في ان يقود منتخب بلاده لاكثر من الترشح للدور التالى وذلك بعد الهزيمة من منتخب ألمانيا لكرة القدم بنتيجه 0-2 في مباراة اضاع فيها ضربه جزاء.
بالاضافه لكؤس العالم فأن لارسون لعب مع منتخب بلاده ثلاث مرات بطولة أمم أوروبا لكرة القدم
اعوام 2000 و2004و 2008
اجمالا لعب هنريك لارسون مع المنتخب 106 مباراة دولية وسجل 37 هدف.

## الحياة الشخصية
هنريك لارسون متزوج منذ عام 1996 من ماجدلينا سبوجيتش حيث كانا قد التقا عندما كان هنريك في سن 19 ولديه ابن يدعى جوردن وابنه تدعى جانيس

## روابط خارجية
- هنريك لارسون على موقع IMDb (الإنجليزية)
- هنريك لارسون على موقع قاعدة بيانات الأفلام السويدية (السويدية)
- هنريك لارسون على موقع قاعدة بيانات الفيلم (الإنجليزية)

- هنريك لارسون على موقع الاتحاد الدولي (مؤرشف)  (الإنجليزية)
- هنريك لارسون على موقع اتحاد السويد (السويدية)
- هنريك لارسون على موقع قاعدة بيانات كرة القدم.إي يو (الإنجليزية)
- هنريك لارسون على موقع ليكيب (الفرنسية)
- هنريك لارسون على موقع ناشيونال فوتبول تيمز (الإنجليزية)
- هنريك لارسون على موقع Soccerbase.com (لاعب) (الإنجليزية)
- هنريك لارسون على موقع Soccerbase.com (مدرب) (الإنجليزية)
- هنريك لارسون على موقع عالم كرة القدم.نت (الإنجليزية)
- هنريك لارسون على موقع كووورة